# Hemerodromia slovenica
Hemerodromia slovenica är en tvåvingeart som beskrevs av Horvat och Wagner 1990. Hemerodromia slovenica ingår i släktet Hemerodromia och familjen dansflugor. Inga underarter finns listade i Catalogue of Life.